# Florian Rentsch

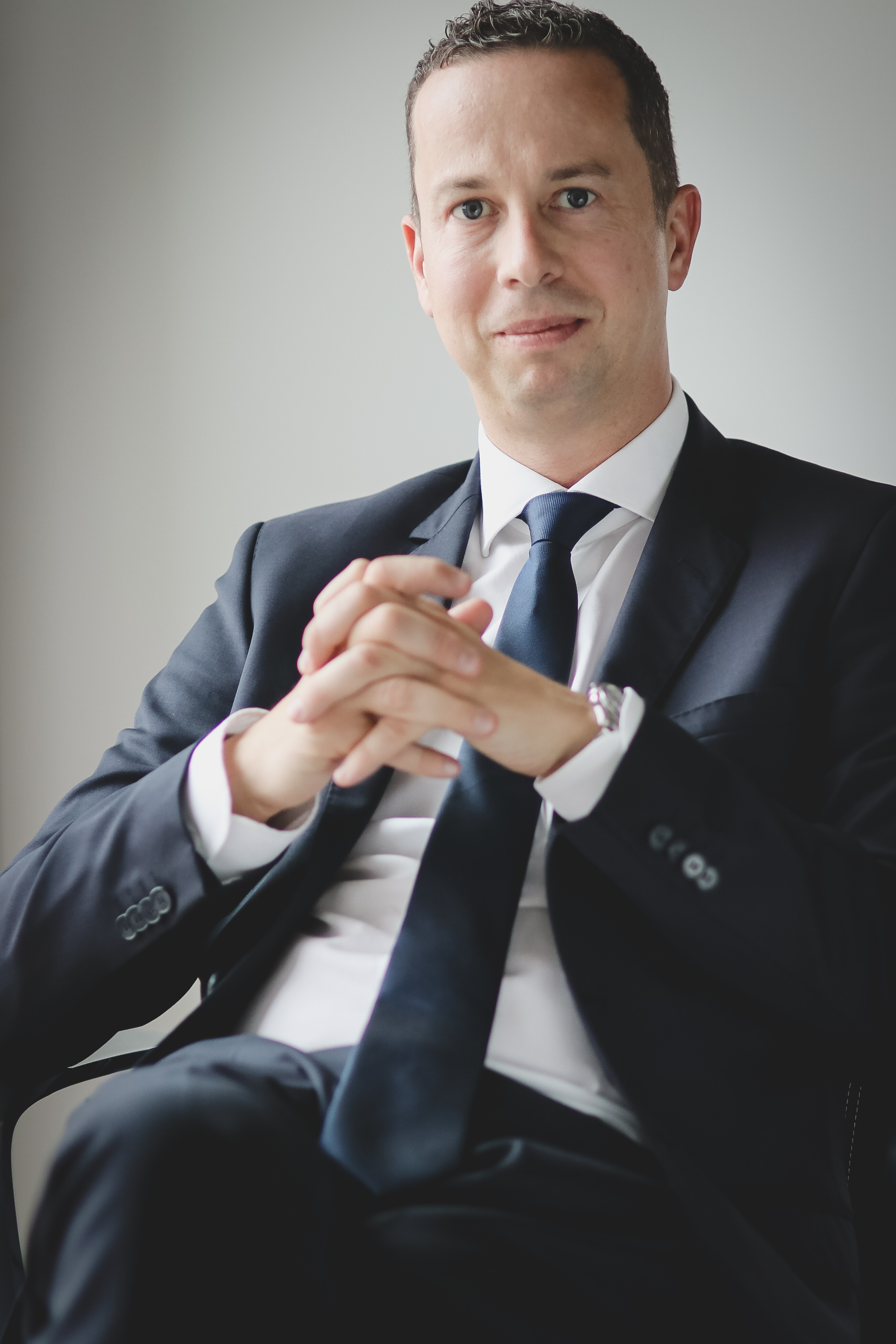
Florian Rentsch, 2018

Florian Rentsch (* 7. März 1975 in Kassel) ist ein ehemaliger deutscher Politiker (FDP) und war Abgeordneter des Hessischen Landtags. Seit dem 1. Juli 2017 ist er Vorstandsvorsitzender des Verbandes der Sparda-Banken e. V. in Frankfurt.

## Werdegang
Rentsch ist in Kaufungen bzw. Oberkaufungen als jüngstes von vier Kindern aufgewachsen. Er hat drei ältere Schwestern. Nach dem Abitur im Jahr 1995 am Friedrichsgymnasium in Kassel studierte Rentsch von 1995 bis 2000 Rechtswissenschaften an der Johann Wolfgang Goethe-Universität in Frankfurt am Main und an der Johannes Gutenberg-Universität in Mainz. Das erste Staatsexamen legte er 2000, das zweite Staatsexamen 2003 in Wiesbaden ab. Von 2001 bis 2003 war er Rechtsreferendar im Landgerichtsbezirk Wiesbaden mit verschiedenen Stationen. Hierzu gehörte unter anderem die Industrie- und Handelskammer Wiesbaden und die Landesbank Hessen-Thüringen. Von Ende 2003 bis Mai 2012 und seit 2014 ist Rentsch Rechtsanwalt in Wirtschaftskanzleien in Wiesbaden und Frankfurt.

## Politik
Florian Rentsch ist seit 1996 Mitglied der FDP und war dort von 1997 bis 1999 Kreisgeschäftsführer der FDP Wiesbaden, von 2000 bis 2004 Landesvorsitzender der Jungen Liberalen Hessen und Mitglied des Landesvorstandes. Seit 2005 ist er Bezirksvorsitzender der FDP Westhessen-Nassau. Von 2006 bis 2014 war er Kreisvorsitzender der FDP Wiesbaden. Im Mai 2011 wurde er einstimmig zum Sprecher der FDP-Fraktionsvorsitzendenkonferenz sowie auf dem 62. Parteitag in Rostock in den Bundesvorstand der FDP gewählt.
Von 2001 bis 2006 war er Stadtverordneter in Wiesbaden und von 2016 bis 2017 ehrenamtlicher Stadtrat in Wiesbaden.
Rentsch war vom 5. April 2003 bis zum 15. Mai 2017 Abgeordneter des Hessischen Landtages und war während der 16. Legislaturperiode stellvertretender Vorsitzender der Härtefallkommission beim Hessischen Minister des Innern und für Sport sowie von 2005 bis 2008 Mitglied im Petitionsausschuss, im Sozialpolitischen Ausschuss, im Landesjugendhilfeausschuss (Mitglieder nach § 9 Abs. 1 Nr. 1 des Gesetzes zur Ausführung des Kinder- und Jugendhilfegesetzes) sowie im Wahlausschuss zur Wahl der richterlichen Mitglieder des hessischen Staatsgerichtshofs.
Während der 17. Legislaturperiode vom 5. April 2008 bis 19. November 2008 war Rentsch Parlamentarischer Geschäftsführer der FDP-Landtagsfraktion, gesundheitspolitischer Sprecher der Fraktion, Obmann im Sozialpolitischen Ausschuss des Landtags. Als gesundheitspolitischer Sprecher der FDP-Fraktion lehnte er das am 1. Oktober 2007 in Kraft getretene Gesetz zum Schutz vor den Gefahren des Passivrauchens ab und beklagte eine „Hexenjagd“ militanter Nichtraucher auf Raucher.
Nach der Landtagswahl in Hessen 2009 und Bildung der Koalitionsregierung aus CDU und FDP unter Ministerpräsident Roland Koch (CDU) übernahm Rentsch als Nachfolger von Jörg-Uwe Hahn am 3. Februar 2009 bis 31. Mai 2012 den Vorsitz der FDP-Landtagsfraktion.
Seit dem 31. Mai 2012 war Rentsch als Nachfolger von Dieter Posch Staatsminister im Hessischen Ministerium für Wirtschaft, Verkehr und Landesentwicklung.
Bei der Landtagswahl in Hessen 2013 trat er im Wahlkreis Wiesbaden I an und zog über die Landesliste seiner Partei wieder in den Landtag ein.
Am 18. Januar 2014 schied er als Staatsminister im Hessischen Ministerium für Wirtschaft, Verkehr und Landesentwicklung aus und wurde wieder zum Fraktionsvorsitzenden der FDP im Hessischen Landtag gewählt.
Seit 2014 war Florian Rentsch bis 2017 Vorsitzender des Bundesfachausschusses für Wirtschaft und Energie der FDP.
Im April 2017 erklärte er seine Mandatsniederlegung im hessischen Landtag mit Wirkung zum 15. Mai 2017, da er am 1. Juli 2017 Vorstandsvorsitzender des Verbands der Sparda-Banken geworden ist.
Er gehört seit 2018 dem Kuratorium der Friedrich-Naumann-Stiftung für die Freiheit an. 2024 wurde Rentsch zum Sonderbeauftragten des Finanzplatz Frankfurt ernannt.

## Privatleben
Florian Rentsch ist getrennt lebend und hat eine Tochter.
Er lebt in Wiesbaden.
Florian Rentsch ist Mitglied von Borussia Dortmund und des SV Wehen Wiesbaden (SVWW). Beim SVWW ist Rentsch zudem aktiv engagiert und brachte sich von 2010 bis 2016 und seit 2021 als einer der Vizepräsidenten des Vereins ein.